# Anotylus politus
Anotylus politus är en skalbaggsart som först beskrevs av Wilhelm Ferdinand Erichson 1840.  Anotylus politus ingår i släktet Anotylus, och familjen kortvingar. Arten har ej påträffats i Sverige.